# Empire City
Empire City – miejscowość w Stanach Zjednoczonych, w stanie Oklahoma, w hrabstwie Stephens.